# Palazzo Morese
Il Palazzo Morese si trova nella parte più antica del centro storico di Salerno, vicino al Duomo.

## Caratteristiche
Il palazzo, costruito nel Quattrocento, possiede un pregevole cortile dal loggiato catalano e si affaccia sull'antico "Largo Cassavecchia".
In questo Largo, di lontana origine longobarda, vi era l'antica "Tesoreria" di Salerno, per cui alcuni locali del palazzo erano adibiti a questa funzione.
Nel Settecento la sua facciata fu ristrutturata in stile parzialmente barocco. Nelle maggiori stanze interne si fa sfoggio di uno stile ispirato al "rococò", dove si sente l'influsso dell'architettura di Ferdinando Sanfelice.
Infatti il portale di ingresso, un tempo prospettante sul cardine di via Duomo, fu trasferito in Largo Cassavecchia-lato sud- e l'antico accesso, di cui sono visibili ancora i resti di fattura quattrocentesca, viene ad essere l'entrata di un esercizio commerciale. L'attuale portale di ingresso è di fattura settecentesca, come i balconi sui 5 livelli che si affacciano su Via Duomo, e lo stile dell'appartamento dei conti Morese.
Inoltre la facciata esterna ha un portale quattrocentesco e cornici ai balconi, mentre all'interno vi sono stucchi decorativi, affreschi, cassettonati e tele dipinte al soffitto.
La sua mole imponente attira numerosi turisti da quando fu ristrutturato negli anni sessanta, dopo i danni subiti durante lo sbarco alleato nel 1943 (Sbarco a Salerno).